# Patrick O'Neil (cầu thủ bóng đá)
Patrick O'Neil (sinh ngày 31 tháng 3 năm 1992) là một cầu thủ bóng đá người Scotland thi đấu ở vị trí thủ môn cho Brechin City.

## Thống kê sự nghiệp
Tính đến trận đấu diễn ra ngày 4 tháng 11 năm 2017 
| Câu lạc bộ          | Mùa giải            | Giải vô địch          | Giải vô địch | Giải vô địch | Cúp FA  | Cúp FA    | Cúp Liên đoàn | Cúp Liên đoàn | Khác    | Khác      | Tổng cộng | Tổng cộng |
| Câu lạc bộ          | Mùa giải            | Hạng đấu              | Số trận      | Bàn thắng    | Số trận | Bàn thắng | Số trận       | Bàn thắng     | Số trận | Bàn thắng | Số trận   | Bàn thắng |
| ------------------- | ------------------- | --------------------- | ------------ | ------------ | ------- | --------- | ------------- | ------------- | ------- | --------- | --------- | --------- |
| Brechin City        | 2014–15             | Scottish League One   | 1            | 0            | 0       | 0         | 0             | 0             | 0       | 0         | 1         | 0         |
| Brechin City        | 2015–16             | Scottish League One   | 3            | 0            | 0       | 0         | 0             | 0             | 0       | 0         | 3         | 0         |
| Brechin City        | 2016–17             | Scottish League One   | 5            | 0            | 0       | 0         | 0             | 0             | 0       | 0         | 5         | 0         |
| Brechin City        | 2017–18             | Scottish Championship | 3            | 0            | 0       | 0         | 0             | 0             | 0       | 0         | 3         | 0         |
| Tổng cộng sự nghiệp | Tổng cộng sự nghiệp | Tổng cộng sự nghiệp   | 12           | 0            | 0       | 0         | 0             | 0             | 0       | 0         | 12        | 0         |